# Ruotsalaistenaukko
Ruotsalaistenaukko är en fjärd i Finland. Den ligger i landskapet Egentliga Finland, i den sydvästra delen av landet, 170 km väster om huvudstaden Helsingfors.
Ruotsalaistenaukko avgränsas av Ampuminmaa i nordöst, Saloluoto i sydöst, Iso Vehkaluoto i sydväst, Koivuluoto i väster och Ruotsalainen i nordväst.